# Parque Nacional Natural Alto Fragua Indiwasi
Parque Nacional Natural Alto Fragua Indiwasi är en nationalpark i Colombia.   Den ligger i departementet Huila, i den sydvästra delen av landet, 400 km sydväst om huvudstaden Bogotá. Parque Nacional Natural Alto Fragua Indiwasi ligger 1 454 meter över havet.